# 第16回全日本アンサンブルコンテスト
第16回全日本アンサンブルコンテストは、1993年に行われた全日本アンサンブルコンテストの第16回大会である。

## 概要
1993年3月20日に京都会館で開催された。全日本吹奏楽連盟・朝日新聞社・京都市主催。文化庁・日本放送協会・京都府教育委員会後援。

### 審査員
- 有馬純昭
- 石橋耕三
- 小串俊寿（サクソフォーン奏者）
- 北野徹
- 柴山洋
- 鈴木良昭（クラリネット奏者）
- 田宮堅二（トランペット奏者）
- 松本熙
- 守山光三

## 代表校・代表団体
下記表では同一校から2グループが出場した場合は、「W（ダブル）出場」と表記。

### 中学の部
| 中学の部 | 中学の部          | 中学の部                                   | 中学の部     |
| 支部     | 都道府県 （地区） | 代表校                                     | 出場回数     |
| -------- | ----------------- | ------------------------------------------ | ------------ |
| 北海道   |                   | 北見市立光西中学校吹奏楽部                 | 6回目2年ぶり |
| 北海道   |                   | 札幌市立宮の丘中学校吹奏楽部               | 5回目3年連続 |
| 東北     | 青森県            | 八戸市立根城中学校吹奏楽部                 | 2回目2年連続 |
| 東北     | 福島県            | 原町市立原町第二中学校吹奏楽部             | 5回目5年連続 |
| 関東     | 群馬県            | 中之条町立中之条中学校吹奏楽部             | 初出場       |
| 関東     | 埼玉県            | 大宮市立宮原中学校吹奏楽部                 | 2回目4年ぶり |
| 東京     | 東京都            | 足立区立加賀中学校吹奏楽部                 | 3回目3年ぶり |
| 東京     | 東京都            | 世田谷学園中学校吹奏楽部                   | 5回目5年連続 |
| 北陸     | 富山県            | 大門町大島町中学校組合立大門中学校吹奏楽部 | 初出場       |
| 北陸     | 石川県            | 津幡町立津幡中学校吹奏楽部                 | 3回目3年ぶり |
| 東海     | 長野県            | 長野市立柳町中学校吹奏楽部                 | 初出場       |
| 東海     | 愛知県            | 名古屋市立平針中学校吹奏楽部               | 2回目4年ぶり |
| 関西     | 大阪府            | 高槻市立第十中学校吹奏楽部                 | 初出場       |
| 関西     | 兵庫県            | 西宮市立今津中学校吹奏楽部                 | 初出場       |
| 中国     | 島根県            | 浜田市立第一中学校吹奏楽部                 | 初出場       |
| 中国     | 広島県            | 福山市立福山城南中学校吹奏楽部             | 初出場       |
| 四国     | 愛媛県            | 菊間町立菊間中学校吹奏楽部                 | 初出場       |
| 四国     | 愛媛県            | 松山市立雄新中学校吹奏楽部                 | 7回目2年連続 |
| 九州     | 宮崎県            | 宮崎市立大塚中学校吹奏楽部                 | 初出場       |
| 九州     | 沖縄県            | 那覇市立城北中学校吹奏楽部                 | 2回目2年連続 |

### 高校の部
| 高校の部 | 高校の部          | 高校の部                         | 高校の部                |
| 支部     | 都道府県 （地区） | 代表校                           | 出場回数                |
| -------- | ----------------- | -------------------------------- | ----------------------- |
| 北海道   |                   | 北海道釧路北高等学校吹奏楽部     | 初出場                  |
| 北海道   |                   | 北海道大麻高等学校吹奏楽部       | 2回目2年連続            |
| 東北     | 秋田県            | 秋田県立仁賀保高等学校吹奏楽部   | 初出場                  |
| 東北     | 福島県            | 福島県立小高工業高等学校吹奏楽部 | 初出場                  |
| 関東     | 茨城県            | 常総学院高等学校吹奏楽部         | 2回目7年ぶり／Ｗ出場 ア |
| 東京     | 東京都            | 八王子高等学校吹奏楽部           | 3回目6年ぶり／Ｗ出場 イ |
| 北陸     | 富山県            | 富山県立高岡商業高等学校吹奏楽部 | 7回目2年ぶり            |
| 北陸     | 福井県            | 福井県立武生東高等学校吹奏楽部   | 4回目2年連続            |
| 東海     | 愛知県            | 愛知工業大学名電高等学校吹奏楽部 | 12回目5年連続           |
| 東海     | 三重県            | 三重県立津商業高等学校吹奏楽部   | 初出場                  |
| 関西     | 滋賀県            | 滋賀県立甲西高等学校吹奏楽部     | 初出場                  |
| 関西     | 京都府            | 立命館高等学校吹奏楽部           | 3回目9年ぶり            |
| 中国     | 岡山県            | 金山学園高等学校吹奏楽部         | 5回目4年連続            |
| 中国     | 山口県            | 山口県立防府高等学校吹奏楽部     | 2回目8年ぶり            |
| 四国     | 愛媛県            | 愛媛県立伊予高等学校吹奏楽部     | 初出場／Ｗ出場 ウ       |
| 九州     | 福岡県            | 福岡県立鞍手高等学校吹奏楽部     | 初出場                  |
| 九州     | 沖縄県            | 沖縄県立西原高等学校吹奏楽部     | 初出場                  |

### 大学の部
| 大学の部 | 大学の部          | 大学の部                             | 大学の部      |
| 支部     | 都道府県 （地区） | 代表団体                             | 出場回数      |
| -------- | ----------------- | ------------------------------------ | ------------- |
| 北海道   |                   | 北海道教育大学函館分校吹奏楽部       | 5回目2年連続  |
| 東北     | 山形県            | 山形大学吹奏楽団                     | 2回目8年ぶり  |
| 関東     | 埼玉県            | 埼玉大学吹奏楽部                     | 初出場        |
| 東京     | 東京都            | 亜細亜大学吹奏楽団                   | 4回目2年連続  |
| 北陸     | 石川県            | 金沢大学アカデミアブラスアンサンブル | 出場辞退      |
| 東海     | 三重県            | 三重大学吹奏楽団                     | 2回目12年ぶり |
| 関西     | 大阪府            | 関西外国語大学吹奏楽部               | 初出場        |
| 中国     | 山口県            | 山口大学ブラスコンソート             | 7回目2年ぶり  |
| 四国     | 高知県            | 高知大学吹奏楽団                     | 2回目5年ぶり  |
| 九州     | 大分県            | 大分大学文化会吹奏楽部               | 初出場        |

### 職場の部
| 職場の部 | 職場の部          | 職場の部                   | 職場の部       |
| 支部     | 都道府県 （地区） | 代表団体                   | 出場回数       |
| -------- | ----------------- | -------------------------- | -------------- |
| 北海道   |                   | 高橋水産吹奏楽団           | 4回目3年ぶり   |
| 東北     | 宮城県            | JR東日本東北吹奏楽団       | 5回目3年連続   |
| 関東     | 神奈川県          | NEC玉川吹奏楽団            | 14回目5年連続  |
| 東京     | 東京都            | 阪急百貨店東京吹奏楽団     | 初出場         |
| 東海     | 愛知県            | トヨタ自動車（株）吹奏楽団 | 初出場         |
| 関西     | 大阪府            | 阪急百貨店吹奏楽団         | 8回目2年ぶり   |
| 中国     | 広島県            | NTT中国吹奏楽団            | 11回目10年連続 |
| 九州     | 福岡県            | ブリヂストン吹奏楽団久留米 | 5回目2年連続   |

### 一般の部
| 一般の部 | 一般の部          | 一般の部                                 | 一般の部     |
| 支部     | 都道府県 （地区） | 代表団体                                 | 出場回数     |
| -------- | ----------------- | ---------------------------------------- | ------------ |
| 北海道   |                   | 帯広吹奏楽研究会                         | 初出場       |
| 東北     | 秋田県            | 仁賀保吹奏楽愛好会                       | 2回目2年ぶり |
| 関東     | 千葉県            | 船橋吹奏楽団                             | 初出場       |
| 東京     | 東京都            | 豊島区吹奏楽団                           | 初出場       |
| 北陸     | 福井県            | アンススィアントクラリネットアンサンブル | 初出場       |
| 東海     | 長野県            | 長野市民吹奏楽団                         | 3回目2年ぶり |
| 関西     | 奈良県            | FUZZY ENSEMBLE                           | 初出場       |
| 中国     | 岡山県            | 岡山シンフォニックバンド                 | 初出場       |
| 四国     | 香川県            | 高松ウインドシンフォニー                 | 初出場       |
| 九州     | 福岡県            | アンサンブル「葦でまとい」               | 初出場       |

## 結果

### 中学の部
| 中学の部 | 中学の部      | 中学の部                                   | 中学の部             | 中学の部                                                                    | 中学の部 | 中学の部 |
| No.      | 代表支部      | 団体名                                     | 編成                 | 演奏曲（作曲者／編曲者）                                                    | 賞       | 補足     |
| -------- | ------------- | ------------------------------------------ | -------------------- | --------------------------------------------------------------------------- | -------- | -------- |
| 1        | 東京／ 中学   | 足立区立加賀中学校吹奏楽部                 | 打楽器五重奏         | 雨 （H.グリーン）                                                           | 金       |          |
| 2        | 北陸／ 石川県 | 津幡町立津幡中学校吹奏楽部                 | 打楽器六重奏         | バリ島からの幻想曲'84 （伊藤康英）                                          | 金       |          |
| 3        | 関西／ 大阪府 | 高槻市立第十中学校吹奏楽部                 | 打楽器六重奏         | ゲインズボーロー （T.ゴーガー）                                             | 銅       |          |
| 4        | 九州／ 沖縄県 | 那覇市立城北中学校吹奏楽部                 | 打楽器五重奏         | 「大地の鼓動」より自由への戦い （猪俣猛）                                   | 銀       |          |
| 5        | 関西／ 兵庫県 | 西宮市立今津中学校吹奏楽部                 | 金管八重奏           | 「2つのニグロ・スピリチュアル」より幼きダビデ （黒人霊歌／兼田敏）          | 銀       |          |
| 6        | 東海／ 愛知県 | 名古屋市立平針中学校吹奏楽部               | トロンボーン四重奏   | 「トロンボーン・ファミリー」より （H.フィルモア／小田桐寛之）               | 金       |          |
| 7        | 北海道        | 北見市立光西中学校吹奏楽部                 | サクソフォーン四重奏 | 和旋律による三章 （宮島基栄）                                               | 金       |          |
| 8        | 東海／ 長野県 | 長野市立柳町中学校吹奏楽部                 | サクソフォーン四重奏 | サクソフォーン四重奏曲 （A.デザンクロ）                                     | 銅       |          |
| 9        | 北海道        | 札幌市立宮の丘中学校吹奏楽部               | サクソフォーン四重奏 | アンダンテとスケルツェット （P.ランティエ）                                 | 銀       |          |
| 10       | 関東／ 群馬県 | 中之条町立中之条中学校吹奏楽部             | サクソフォーン四重奏 | サクソフォーン四重奏曲 （A.デザンクロ）                                     | 銅       |          |
| 11       | 九州／ 宮崎県 | 宮崎市立大塚中学校吹奏楽部                 | サクソフォーン四重奏 | サクソフォーン四重奏曲 （A.デザンクロ）                                     | 銀       |          |
| 12       | 北陸／ 富山県 | 大門町大島町中学校組合立大門中学校吹奏楽部 | サクソフォーン四重奏 | 「サクソフォーン四重奏曲」より第1番 （J.B.サンジュレー）                    | 金       |          |
| 13       | 中国／ 島根県 | 浜田市立第一中学校吹奏楽部                 | サクソフォーン四重奏 | 異教徒の踊り （P.ショルティーノ）                                           | 銅       |          |
| 14       | 四国／ 愛媛県 | 菊間町立菊間中学校吹奏楽部                 | サクソフォーン四重奏 | アンダルシアの騎士 （P.ヴェロンヌ）                                         | 金       |          |
| 15       | 東北／ 青森県 | 八戸市立根城中学校吹奏楽部                 | クラリネット八重奏   | ドデカフォニック・エッセイ （E.デル・ボルゴ）                               | 金       |          |
| 16       | 四国／ 愛媛県 | 松山市立雄新中学校吹奏楽部                 | クラリネット八重奏   | コラールと舞曲 （V.ネリベル）                                               | 銅       |          |
| 17       | 東京／ 中学   | 世田谷学園中学校吹奏楽部                   | クラリネット八重奏   | 「謝肉祭」より前口上、返事、エストレラ、ショパン （R.シューマン／加藤政広） | 金       |          |
| 18       | 関東／ 埼玉県 | 大宮市立宮原中学校吹奏楽部                 | クラリネット四重奏   | 「クラリネット四重奏曲」より第1番 （R.M.エンドレッセン）                    | 銀       |          |
| 19       | 東北／ 福島県 | 原町市立原町第二中学校吹奏楽部             | フルート四重奏       | 夏山の一日 （E.ボザ）                                                       | 銀       |          |
| 20       | 中国／ 広島県 | 福山市立福山城南中学校吹奏楽部             | 木管三重奏           | 三重奏曲 ト短調 （L.オストランスキー）                                      | 銀       |          |

### 高校の部
| 高校の部 | 高校の部      | 高校の部                         | 高校の部             | 高校の部                                                                                              | 高校の部 | 高校の部   |
| No.      | 代表支部      | 団体名                           | 編成                 | 演奏曲（作曲者／編曲者）                                                                              | 賞       | 補足       |
| -------- | ------------- | -------------------------------- | -------------------- | --- | -------- | ---------- |
| 1        | 北陸／ 富山県 | 富山県立高岡商業高等学校吹奏楽部 | 打楽器六重奏         | 祝典とコラール （N.デ・ポンテ）                                                                       | 銀       |            |
| 2        | 関西／ 滋賀県 | 滋賀県立甲西高等学校吹奏楽部     | 打楽器四重奏         | マリンバ・スピリチュアル （三木稔）                                                                   | 金       |            |
| 3        | 東海／ 愛知県 | 愛知工業大学名電高等学校吹奏楽部 | 金管八重奏           | 第7旋法による8声のカンツォン第1番 （G.ガブリエーリ）                                                  | 金       |            |
| 4        | 東北／ 秋田県 | 秋田県立仁賀保高等学校吹奏楽部   | 金管八重奏           | 金管楽器のための風刺的画集から“ムービング・スケッチ” （カーナー）                                     | 銀       |            |
| 5        | 東北／ 福島県 | 福島県立小高工業高等学校吹奏楽部 | 金管八重奏           | 「3匹の猫」よりブラック・サム、バーリジ （C.ヘーゼル）                                                | 銀       |            |
| 6        | 中国／ 岡山県 | 金山学園高等学校吹奏楽部         | 金管八重奏           | 第12旋法によるカンツォン （G.ガブリエーリ／M.IZUMARU）                                                | 銅       |            |
| 7        | 北陸／ 福井県 | 福井県立武生東高等学校吹奏楽部   | 金管七重奏           | 「3つの小品」より （E.ボザ）                                                                          | 銀       |            |
| 8        | 北海道        | 北海道釧路北高等学校吹奏楽部     | サクソフォーン四重奏 | サクソフォーン四重奏曲 （F.et M.ジャンジャン）                                                        | 銅       |            |
| 9        | 東海／ 三重県 | 三重県立津商業高等学校吹奏楽部   | サクソフォーン四重奏 | 万葉 （櫛田胅之扶）                                                                                   | 銅       |            |
| 10       | 九州／ 沖縄県 | 沖縄県立西原高等学校吹奏楽部     | サクソフォーン四重奏 | グラーヴェとプレスト （J.リヴィエ）                                                                   | 金       |            |
| 11       | 四国／ 愛媛県 | 愛媛県立伊予高等学校吹奏楽部     | サクソフォーン四重奏 | 「サクソフォーン四重奏曲」より第1番 （J.B.サンジュレー）                                              | 銅       | W出場 ウ-1 |
| 12       | 東京／ 高校   | 八王子高等学校吹奏楽部           | サクソフォーン四重奏 | 「3つの小品」より （D.スカルラッティ／G.ピエルネ、M.ミュール）                                        | 金       | W出場 イ-1 |
| 13       | 四国／ 愛媛県 | 愛媛県立伊予高等学校吹奏楽部     | クラリネット八重奏   | コラールと舞曲 （V.ネリベル）                                                                         | 銅       | W出場 ウ-2 |
| 14       | 九州／ 福岡県 | 福岡県立鞍手高等学校吹奏楽部     | クラリネット七重奏   | コラールと舞曲 （V.ネリベル）                                                                         | 銀       |            |
| 15       | 関東／ 茨城県 | 常総学院高等学校吹奏楽部         | クラリネット七重奏   | 序奏とロンド （G.ジェイコブ）                                                                         | 金       | W出場 ア-1 |
| 16       | 北海道        | 北海道大麻高等学校吹奏楽部       | クラリネット六重奏   | 「弦楽四重奏曲」より （C.ドビュッシー／N.NISHII）                                                     | 銀       |            |
| 17       | 東京／ 高校   | 八王子高等学校吹奏楽部           | クラリネット六重奏   | 序奏とロンド （G.ジェイコブ）                                                                         | 金       | W出場 イ-2 |
| 18       | 中国／ 山口県 | 山口県立防府高等学校吹奏楽部     | 木管八重奏           | アンダンテとスケルツォ （池上敏）                                                                     | 銀       |            |
| 19       | 関西／ 京都府 | 立命館高等学校吹奏楽部           | 木管八重奏           | 「ドン・ジョバンニ」よりカタログの歌、乙女よ恋を知るなら若いうちに （W.A.モーツァルト／J.Triebensee） | 金       |            |
| 20       | 関東／ 茨城県 | 常総学院高等学校吹奏楽部         | 木管五重奏           | 木管五重奏曲 ト短調 （F.ダンツィ）                                                                    | 金       | W出場 ア-2 |

### 大学の部
| 大学の部 | 大学の部      | 大学の部                             | 大学の部             | 大学の部                                                                                     | 大学の部 | 大学の部 |
| No.      | 代表支部      | 団体名                               | 編成                 | 演奏曲（作曲者／編曲者）                                                                     | 賞       | 補足     |
| -------- | ------------- | ------------------------------------ | -------------------- | -------------------------------------------------------------------------------------------- | -------- | -------- |
| 1        | 関西／ 大阪府 | 関西外国語大学吹奏楽部               | 打楽器五重奏         | 5人の打楽器奏者のためのゲインズボーロー （T.ゴーガー）                                       | 金       |          |
| 2        | 北海道        | 北海道教育大学函館分校吹奏楽部       | 管打八重奏           | 「子供のための小品集」より鐘、お天気の悪い夕べ、冒険漫画映画 （S.M.スロニムスキー／S.YOKOI） | 金       |          |
| 3        | 北陸／ 石川県 | 金沢大学アカデミアブラスアンサンブル | 金管八重奏           |                                                                                              | 出場辞退 |          |
| 4        | 中国／ 山口県 | 山口大学ブラスコンソート             | 金管六重奏           | 金管六重奏のための組曲 （S.ハーン）                                                          | 銅       |          |
| 5        | 東京／ 大学   | 亜細亜大学吹奏楽団                   | 金管五重奏           | 金管五重奏曲 （M.アーノルド）                                                                | 銀       |          |
| 6        | 東北／ 山形県 | 山形大学吹奏楽団                     | 金管五重奏           | 金管五重奏曲 （M.アーノルド）                                                                | 銅       |          |
| 7        | 東海／ 三重県 | 三重大学吹奏楽団                     | バリ・テューバ五重奏 | コンソーシアム （J.チーザム）                                                                | 金       |          |
| 8        | 九州／ 大分県 | 大分大学文化会吹奏楽部               | サクソフォーン四重奏 | 万葉 （櫛田胅之扶）                                                                          | 銀       |          |
| 9        | 関東／ 埼玉県 | 埼玉大学吹奏楽部                     | サクソフォーン四重奏 | サクソフォーン四重奏曲 （P.M.デュボア）                                                      | 銀       |          |
| 10       | 四国／ 高知県 | 高知大学吹奏楽団                     | クラリネット四重奏   | 「プレリュードとダンス」よりダンス （M.カルレ）                                              | 銀       |          |

### 職場の部
| 職場の部 | 職場の部        | 職場の部                   | 職場の部             | 職場の部                                                | 職場の部 | 職場の部 |
| No.      | 代表支部        | 団体名                     | 編成                 | 演奏曲（作曲者／編曲者）                                | 賞       | 補足     |
| -------- | --------------- | -------------------------- | -------------------- | ------------------------------------------------------- | -------- | -------- |
| 1        | 東北／ 宮城県   | JR東日本東北吹奏楽団       | 金管八重奏           | 「3匹の猫」よりミスター・ジャムズ （C.ヘーゼル）        | 銅       |          |
| 2        | 九州／ 福岡県   | ブリヂストン吹奏楽団久留米 | 金管八重奏           | オックスフォード伯爵のマーチ （W.バード／日下部徳一郎） | 金       |          |
| 3        | 東海／ 愛知県   | トヨタ自動車（株）吹奏楽団 | サクソフォーン四重奏 | サクソフォーン四重奏曲第1番 （J.B.サンジュレー）        | 金       |          |
| 4        | 中国／ 広島県   | NTT中国吹奏楽団            | サクソフォーン四重奏 | グラーヴェとプレスト （J.リヴィエ）                     | 金       |          |
| 5        | 東京／ 職場     | 阪急百貨店東京吹奏楽団     | クラリネット四重奏   | クローバー・ファンタジー （三浦真理）                   | 銅       |          |
| 6        | 関西／ 大阪府   | 阪急百貨店吹奏楽団         | フルート四重奏       | 夏山の一日 （E.ボザ）                                   | 銀       |          |
| 7        | 関東／ 神奈川県 | NEC玉川吹奏楽団            | フルート三重奏       | 華麗なる奇想曲 （L.ロレンツォ）                         | 銀       |          |
| 8        | 北海道          | 高橋水産吹奏楽団           | 木管五重奏           | 木管五重奏曲 ト短調 （F.ダンツィ）                      | 銅       |          |

### 一般の部
| 一般の部 | 一般の部      | 一般の部                                 | 一般の部             | 一般の部                                                                           | 一般の部 | 一般の部 |
| No.      | 代表支部      | 団体名                                   | 編成                 | 演奏曲（作曲者／編曲者）                                                           | 賞       | 補足     |
| -------- | ------------- | ---------------------------------------- | -------------------- | ---------------------------------------------------------------------------------- | -------- | -------- |
| 1        | 関西／ 奈良県 | FUZZY ENSEMBLE                           | 管打八重奏           | 「フランス・ルネサンス舞曲集」より （C.ジェルヴェーズ）                            | 銀       |          |
| 2        | 東北／ 秋田県 | 仁賀保吹奏楽愛好会                       | 管打八重奏           | 「戦争ソナタ」より （S.プロコフィエフ／Y.SATO）                                    | 銅       |          |
| 3        | 北海道        | 帯広吹奏楽研究会                         | サクソフォーン四重奏 | サクソフォーン四重奏曲 （A.デザンクロ）                                            | 銀       |          |
| 4        | 東海／ 長野県 | 長野市民吹奏楽団                         | サクソフォーン四重奏 | 演奏会用四重奏曲 （J.リュエフ）                                                    | 銅       |          |
| 5        | 四国／ 香川県 | 高松ウインドシンフォニー                 | サクソフォーン四重奏 | ルーマニア民謡の主題による組曲 （J.アプシル）                                      | 銅       |          |
| 6        | 北陸／ 福井県 | アンススィアントクラリネットアンサンブル | クラリネット四重奏   | クラリネット・ラプソディ （D.ベネット）                                            | 金       |          |
| 7        | 東京／ 一般   | 豊島区吹奏楽団                           | クラリネット四重奏   | アルゼンチン （D.ベネット）                                                        | 金       |          |
| 8        | 中国／ 岡山県 | 岡山シンフォニックバンド                 | クラリネット四重奏   | 3つのディヴェルティスマン （H.トマジ）                                             | 銀       |          |
| 9        | 関東／ 千葉県 | 船橋吹奏楽団                             | 木管五重奏           | 「3つの小品」より （J.イベール）                                                   | 金       |          |
| 10       | 九州／ 福岡県 | アンサンブル「葦でまとい」               | 木管三重奏           | 「2つのオーボエとファゴットのためのソナタ第5番」より （J.D.ゼレンカ／H.MATSUNAGA） | 金       |          |